# 彭昌胤
彭昌胤（16世紀—1638年），字阜蒼，北直隸保定府蠡縣劉村人，明朝軍事人物。

## 生平
彭昌胤未出仕前曾在水漲時捐出數百片席子，準備糧食，帶領鄉民日夜防守，在荒年又拿出積穀數百石賑濟，後在萬曆四十七年（1619年）中武進士，任保定府總鎮協下中旗鼓管守備，之後致仕回鄉；戊寅虜變期間清軍攻破蠡城，他殉難而死，其長子庠生彭羽修、次子庠生彭羽豐、四子儒童彭羽儀、孫子彭蘭哥俱都被擄走失蹤，只有三子彭羽翀逃脫，改名彭士奇，以拔貢出任長洲知縣。

## 引用
1. 1 2  光緒《蠡縣志·卷六·人物志》：彭昌允，字阜蒼，劉村人。萬厯己未武進士，厯任至保定府總鎮協下中旗鼓管守備事務。其未仕也，滱水大漲隄將決，捐席數百片，多備資糧，率里人晝夜防守，水不為災。值歲荒，出積穀數百石以濟饑而不計其償，再荒又如之，罷官歸；戊寅之難，共守蠡城殉難死，長子庠生羽修、次子庠生羽豐、四子儒童羽儀、孫蘭哥俱隨營北去無下落，三子羽翀乘間逃歸，後改名士奇以拔貢任長洲知縣。
2. ↑  光緒《保定府志·卷五十七·列傳十 忠烈一》：彭昌允，字阜蒼，蠡縣人。萬歷己未武進士，仕至保定守備，性慷慨滱水決隄，捐席數百，備資糧率里人防守。歲歉，出穀數百石以濟民，再荒亦如之，致仕歸，戊寅城破死之。子士奇由貢任長洲知縣。 《蠡縣志》